# Between (miasto)
Between – miasto w Stanach Zjednoczonych, w stanie Georgia, w hrabstwie Randolph.